# Canada ai Giochi della III Olimpiade
Il Canada partecipò ai Giochi della III Olimpiade che si sono svolti a Saint Louis dal 1º luglio al 23 novembre 1904, con una delegazione di 56 atleti impegnati in sei discipline.

## Medaglie

### Medaglie d'oro
| Medaglia | Nome                   | Sport            | Evento                                 |
| -------- | ---------------------- | ---------------- | -------------------------------------- |
| Oro      | Étienne Desmarteau     | Atletica leggera | Lancio del martello con maniglia corta |
| Oro      | Galt FC                | Calcio           | Torneo maschile                        |
| Oro      | George Lyon            | Golf             | Torneo maschile                        |
| Oro      | Shamrock Lacrosse Team | Lacrosse         | Torneo maschile                        |

### Medaglie d'argento
| Medaglia | Nome | Sport       | Evento |
| -------- | --- | ----------- | ------ |
| Argento  | Alan Bailey Phil Boyd Thomas Loudon Donald MacKenzie George Reiffenstein William Rice George Strange William Wadsworth Joseph Wright | Canottaggio | Otto   |

### Medaglie di bronzo
| Medaglia | Nome           | Sport    | Evento          |
| -------- | -------------- | -------- | --------------- |
| Bronzo   | Mohawk Indians | Lacrosse | Torneo maschile |

## Risultati

### Atletica leggera
| Evento         | Pos.  | Atleta     | Batterie                   | Ripescaggio                    | Finale    |
| -------------- | ----- | ---------- | -------------------------- | ------------------------------ | --------- |
|                |       |            |                            |                                |           |
| 60 metri piani | 7°-8° | Bobby Kerr | Sconosciuto 2°, batteria 3 | Sconosciuto 3°-4°, ripescaggio | Eliminato |
|                |       |            |                            |                                |           |

| Evento          | Pos.   | Atleta     | Batterie                   | Finale    |
| --------------- | ------ | ---------- | -------------------------- | --------- |
|                 |        |            |                            |           |
| 100 metri piani | 7°-11° | Bobby Kerr | Sconosciuto 3°, batteria 2 | Eliminato |
|                 |        |            |                            |           |
| 200 metri       | 5°     | Bobby Kerr | Sconosciuto 3°, batteria 2 | Eliminato |
|                 |        |            |                            |           |

| Evento                                 | Pos.   | Atleta             | Finale         |
| -------------------------------------- | ------ | ------------------ | -------------- |
|                                        |        |                    |                |
| 400 metri                              | 7°-12° | Percy Molson       | Sconosciuto    |
|                                        |        |                    |                |
| 800 metri                              | 7°-13° | Peter Deer         | Sconosciuto    |
| 800 metri                              | 7°-13° | James Peck         | Sconosciuto    |
|                                        |        |                    |                |
| 1500 metri                             | 6°     | Peter Deer         | Sconosciuto    |
|                                        |        |                    |                |
| Lancio del martello con maniglia corta | 1°     | Étienne Desmarteau | 10,46 metri OR |
|                                        |        |                    |                |

### Calcio
| Evento          | Pos. | Squadra | Vittorie              | Sconfitte |
| --------------- | ---- | --- | --------------------- | --------- |
|                 |      | |                       |           |
| Torneo maschile | 1°   | Galt F.C. George Ducker, John Fraser, John Gourlay (capitano), Alexander Hall, Albert Johnson, Robert Lane, Ernest Linton, Gordon McDonald, Frederick Steep, Tom Taylor, William Twaits, Otto Christman, Albert Henderson | 2 (USA 7-0) (USA 4-0) | 0         |
|                 |      | |                       |           |

### Canottaggio
| Evento | Pos. | Equipaggio | Finale      |
| ------ | ---- | --- | ----------- |
|        |      | |             |
| Otto   | 2nd  | Alan Bailey, William Rice, George Reiffenstein, Phil Boyd, George Strange, William Wadsworth, Donald MacKenzie, Joseph Wright, Thomas Loudon | Sconosciuto |
|        |      | |             |

### Golf
| Evento               | Pos. | Golfista      | Qualificazione | Sedicesimi          | Ottavi                 | Quarti                   | Semifinali             | Finale                  |
| -------------------- | ---- | ------------- | -------------- | ------------------- | ---------------------- | ------------------------ | ---------------------- | ----------------------- |
|                      |      |               |                |                     |                        |                          |                        |                         |
| Individuale maschile | 1°   | George Lyon   | 169 (9°)       | Sconfitto Jack Cady | Sconfitto Stu Stickney | Sconfitto Albert Lambert | Sconfitto Frank Newton | Sconfitto Chandler Egan |
| Individuale maschile | 65°  | Adam Austin   | 211            | Eliminato           | Eliminato              | Eliminato                | Eliminato              | Eliminato               |
| Individuale maschile | 73°  | Albert Austin | 270            | Eliminato           | Eliminato              | Eliminato                | Eliminato              | Eliminato               |
|                      |      |               |                |                     |                        |                          |                        |                         |

### Lacrosse

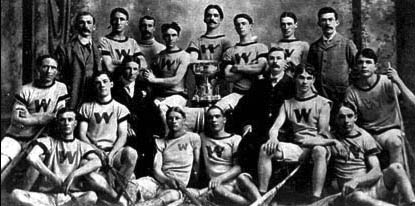
Winnipeg Shamrocks

| Evento          | Pos. | Squadra                | Semifinali                                                 | Finale                                              |
| --------------- | ---- | ---------------------- | ---------------------------------------------------------- | --------------------------------------------------- |
|                 |      |                        |                                                            |                                                     |
| Torneo maschile | 1°   | Shamrock Lacrosse Team | Bye                                                        | Sconfitta la St. Louis Amateur Athletic Association |
| Torneo maschile | 3°   | Mohawk Indians         | Sconfitta contro la St. Louis Amateur Athletic Association | Eliminati                                           |
|                 |      |                        |                                                            |                                                     |

| Winnipeg Shamrocks | Mohawk Indians |
| George Cloutier George Cattanach Benjamin Jamieson Jack Flett George Bretz Élie Blanchard Stuart Laidlaw Hilliard Lyle Billy Brennagh Lawrence Pentland Sandy Cowan Billy Burns | Black Hawk Black Eagle Almighty Voice Flat Iron Spotted Tail Half Moon Lightfoot Snake Eater Red Jacket Night Hawk Man Afraid Soap Rain in Face |